# محصول نقدي

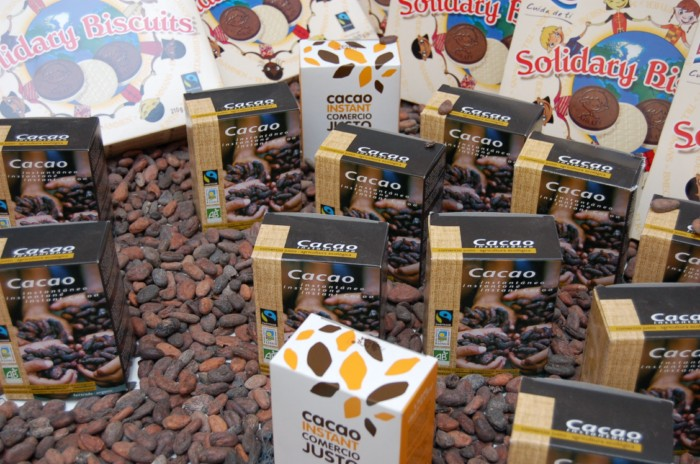

المحصول النقدي في الزراعة هو المحصول الذي يزرع من أجل الربح، ويستخدم المصطلح لتمييزها عن الزراعة المعيشية (زراعة الكفاف) وهي تلك التي تستخدم لتغدية ماشية المُنتِج أو عائلته في حد ذاتها.
من المحاصيل النقدية: الأرز والقمح والزيتون والقطن.